# Иванчо Кичевеца
Иванчо Кичевеца или Осман бей е български революционер, деец и терорист на Вътрешната македоно-одринска революционна организация, по-късно станал ренегат.

## Биография
Иванчо Кичевеца е роден в долнокопачкото село Белица, тогава в Османската империя, днес в Северна Македония. Присъединява се към ВМОРО и през 1900 година действа с четата на Коте Христов в Костурско. През 1901 година четата е разпусната, а Иванчо Кичевеца преминава в Гърция, в Лариса се свързва с турския консул и започва да издава организационни тайни. Изпратен е от турските власти първо в Битоля, а след това в Корча, през юли 1901 година преминава в Костурско заедно с турско военно отделение и започва да предава видни дейци на организацията. Влествие на разкритията избухва Иванчовата афера, при която са арестувани над 100 души и е иззето голямо количество организационно оръжие. След това Иванчо Кичевеца се установява в Костур и започва да събира подкупи, но е уличен от османските власти през октомври и затворен в Корчанския затвор.